# Ausgesetztheit

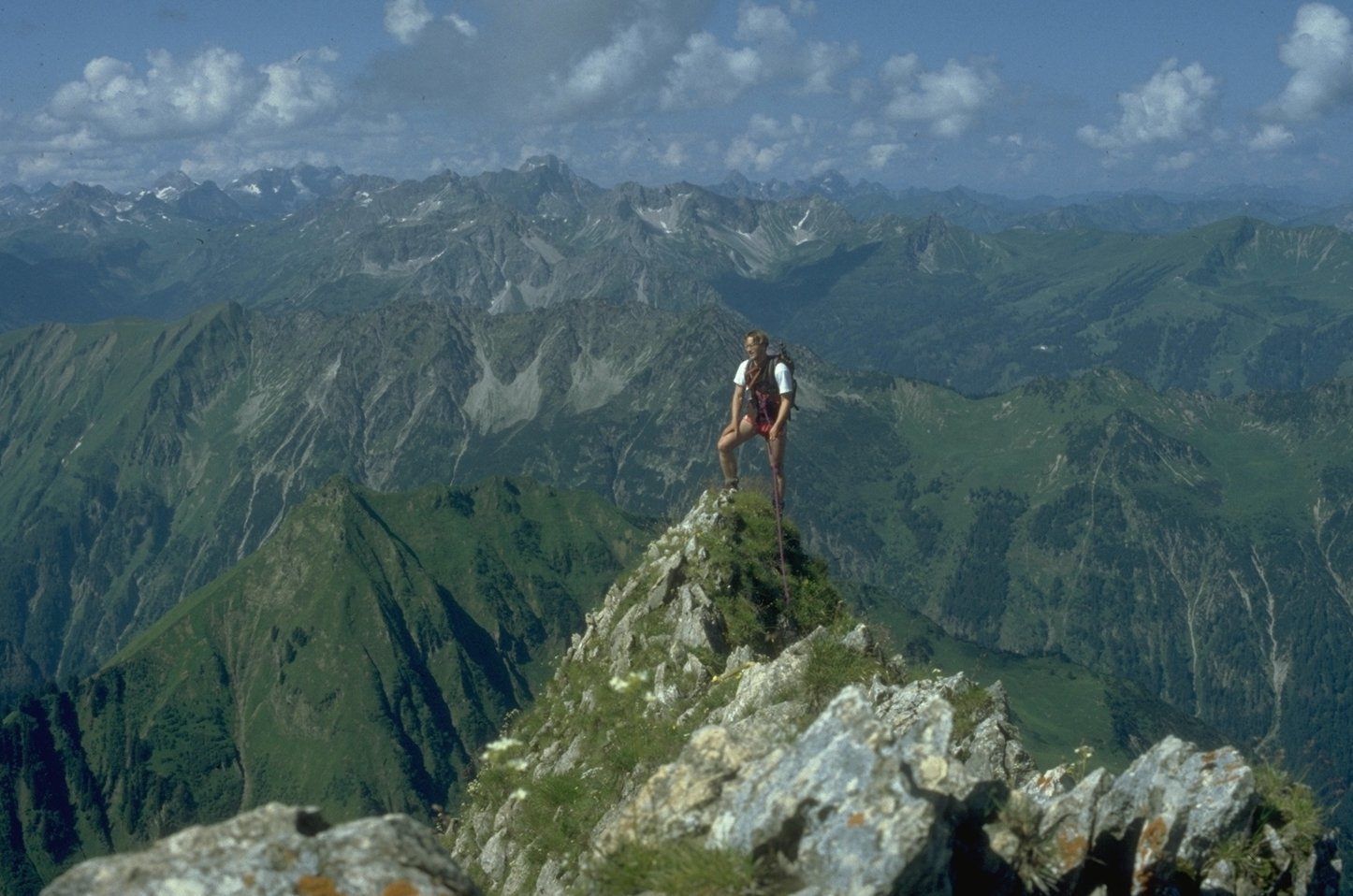
Technisch einfacher, aber ausgesetzter Grat

Ausgesetztheit ist ein Begriff des Alpinismus. Als ausgesetzt werden diejenigen Stellen eines Weges oder einer Kletterroute bezeichnet, bei denen aufgrund der Steilheit des Geländes im Fall eines Absturzes große Verletzungsgefahr besteht. Werden solche Routen ungesichert begangen, ist eine hohe Trittsicherheit erforderlich, da ein Fehltritt eine große Fallhöhe zur Folge haben kann.
Das Begehen solcher Passagen kann Höhenschwindel zur Folge haben und dadurch für die Betroffenen gefährlich werden. Synonym wird zuweilen auch der Begriff Exponiertheit verwendet.
Übertragen findet der Begriff dann auch bei stark herauskragenden Baukonstruktionen, wie Balkonen oder Aussichtsplattformen, extrem etwa Skywalks, Verwendung. Diese vermitteln als touristische Attraktion das Gefühl des Bergsteigers auf leicht zugängliche Weise.

## Medizinische und psychische Aspekte
Ausgesetzte Passagen eines Weges oder einer Route können sowohl auf Grund fehlender Schwindelfreiheit als auch Angst zu ernsten Problemen für die Teilnehmer einer Bergfahrt werden. Was bei manchen Personen gefühlsmäßig schon als ausgesetzt empfunden wird, kann anderen völlig unerheblich erscheinen. In kritischen Situationen ist es daher erforderlich, entweder umzukehren oder durch geeignete Sicherungsmaßnahmen wie eine seilgestützte Klettersicherung oder Fixseile die ausgesetzten Stellen zu überwinden. Das „Kribbeln im Magen“ an ausgesetzten Passagen nimmt dabei durch Gewöhnung ab, selbst erfahrene Bergsteiger müssen sich zu Beginn der Saison oft wieder daran gewöhnen.

## Unklare Abgrenzung
Ab wann eine Weg- oder Kletterpassage als ausgesetzt bezeichnet wird, ist in der Literatur unklar. Es gibt keine Grenzwerte wie Neigungswinkel des Geländes, Wandhöhen und die Beschaffenheit eines Grats. Jeder Autor verwendet den Begriff Ausgesetztheit bei Routenbeschreibungen individuell.